# Las Flores (Kalifornija)
Las Flores je naseljeno područje za statističke svrhe u američkoj saveznoj državi Kalifornija. Prema popisu stanovništva iz 2010. u njemu je živjelo 5.971 stanovnika.